# Jerzy Branecki
Jerzy Branecki herbu Radwan – poseł ziemi warszawskiej na sejm koronacyjny 1576 roku.